# Rei Momo

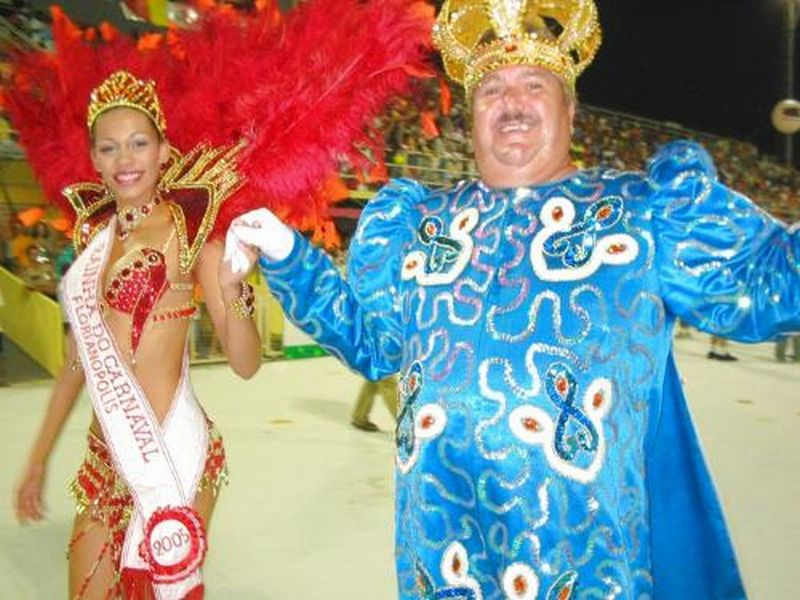
Le Rei Momo du Carnaval de Florianópolis, en 2005.

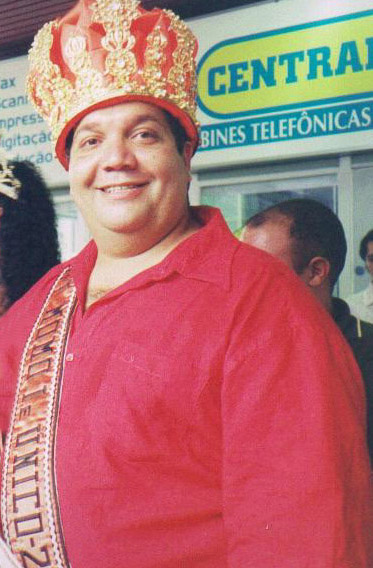
Wagner Jorge Monteiro, Rei Momo du Carnaval de Rio de Janeiro, en 2004..

Rei Momo est un personnage récurrent des carnavals brésiliens et colombiens.
Chaque ville possède son Rei Momo, généralement choisi pour sa corpulence. À l'occasion du Carnaval, le maire lui transmet les clefs de la ville, l'aidant à trouver sa reine, une jeune fille choisie pour sa beauté et son expérience pour le samba.
Il gouverne la ville durant les trois jours du carnaval.

## Histoire
Momos (en grec Μώμος) était, dans la mythologie gréco-romaine, le dieu de l'ironie. Il fut expulsé de l’Olympe pour s'être trop moqué des autres dieux et, descendu sur la Terre, il y créa le carnaval.
C’est pour cette raison qu'au Brésil le Carnaval est placé sous son patronage.

### Rei Momo aujourd'hui
Aujourd'hui, il n'existe pas de concours pour choisir le Rei Momo. Pour participer, les candidats doivent être très sympathiques et transmettre la joie à tout le monde. Une autre condition : ils doivent peser plus de 110-120 kg. Cette dernière condition est en train d'être abandonnée, car elle met en avant l'image d'un homme avec des problèmes d'obésité.

## Rio de Janeiro
Le carnaval le plus connu au monde est celui de Rio de Janeiro, qui possède un Rei Momo depuis 1933. Voici la liste des Rei Momo de Rio :
- 1933-1948 : Paper Mache Doll
- 1949-1950 : Gustavo Mattos
- 1951-1957 : Nelson Nobre
- 1958-1971 : Abrahão Haddad
- 1972 : Edson Seraphin de Santana
- 1973 : Elson Gomes da Silva (Macula)
- 1974 : Gustavo Mattos
- 1975-1982 : Elson Gomes da Silva (Macula)
- 1983 : Paolo Vicente Paccelli
- 1984 : Roberto Barbosa de Castro (Roberto)
- 1985-1986 : Elson Gomes da Silva (Macula)
- 1987-1995 : Reynaldo de Carvalho (Bola)
- 1996 : Paulo Cesar Braga Champorry
- 1997-2003 : Alex de Oliveira

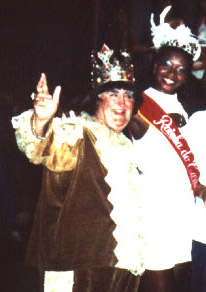
Waldemar Esteves da Cunha, Rei Momo de Santos, avec la reine Mira, au Carnaval de 1988.

- 2004 : Wagner Jorge Vanderson Santos Monteiro
- 2005 : Marcelo de Jesus Reis
- 2006-2007 : Alex de Oliveira
- 2009-2012 : Milton Rodrigues

## Santos
Waldemar Esteves da Cunha (1920-2013) fut le Rei Momo de Santos de 1950 à 1956 et de 1958 à 1990. Il est devenu, avec ses 92 ans, âge de son décès, le Rei Momo vivant le plus âgé de tout le Brésil, même s'il n’était plus en activité.